# Loxoblemmus parabolicus
Loxoblemmus parabolicus är en insektsart som beskrevs av Henri Saussure 1877. Loxoblemmus parabolicus ingår i släktet Loxoblemmus och familjen syrsor. Inga underarter finns listade i Catalogue of Life.